# Liên minh Minh bạch Tài chính
 Tổ chức Liên minh Minh bạch Tài chính là một nhóm tập hợp xã hội dân sự và chính phủ trên khắp thế giới để ngăn chặn dòng chảy tài chính bất hợp pháp đang làm tốn chi phí các nước đang phát triển gần một nghìn tỷ đô la mỗi năm. Liên minh trước đây được gọi là Lực lượng đặc nhiệm về liêm chính tài chính và phát triển kinh tế.

## Tư cách thành viên
Theo trang web của mình, các thành viên của ủy ban điều phối chịu trách nhiệm về các hoạt động của nó là Trung tâm Trách nhiệm giải trình Ngân sách và Quản trị, Christian Aid, Eurodad, Fundación SES Lưu trữ ngày 23 tháng 12 năm 2019 tại Wayback Machine, Global Integrity, Global Witness, LATINDADD, Mạng Tư pháp Thuế, và Minh bạch Quốc tế. Quản lý liên minh được quản lý bởi một ban thư ký trung lập có trụ sở tại Trung tâm Chính sách quốc tế tại Washington, DC.
Liên minh bao gồm một Hội đồng Đối tác của các Chính phủ và Tổ chức không bỏ phiếu. Các thành viên của nó là:
- Cơ quan phát triển quốc tế Canada
- Quỹ Ford
- Chính phủ Bỉ
- Chính phủ Chile
- Chính phủ Đan Mạch
- Chính phủ Phần Lan
- Chính phủ Pháp
- Chính phủ Đức
- Chính phủ Hy Lạp
- Chính phủ Ấn Độ
- Chính phủ Hà Lan
- Chính phủ Na Uy
- Chính phủ Peru
- Chính phủ Nam Phi
- Chính phủ Tây Ban Nha
- Nhóm hàng đầu về tài chính sáng tạo để phát triển

## Chính sách
Liên minh chủ trương xoay quanh sáu lĩnh vực chính sách để minh bạch tài chính hơn - báo cáo theo từng quốc gia về doanh số, lợi nhuận và thuế được trả bởi các tập đoàn đa quốc gia; đăng ký công khai quyền sở hữu của các thực thể kinh doanh; tự động trao đổi thông tin thuế qua biên giới; mở dữ liệu; đảm bảo rằng các thể chế làm cho các tiêu chuẩn quốc tế là công bằng; giữ những kẻ gây ra các luồng tài chính bất hợp pháp phải chịu trách nhiệm.